# Mark Ledford
Mark Ledford (* 1960 in Detroit, Michigan; † 1. November 2004 in Los Angeles, Kalifornien) war ein US-amerikanischer Jazzsänger, -trompeter, -gitarrist und -schlagzeuger.
Ledford erlernte als Kind das Violin- und Trompetespiel und wurde als Michael-Jackson-Imitator bekannt. Von 1978 bis 1982 studierte er an der Berklee School of Music.
Der Multiinstrumentalist war dann musikalischer Leiter bei Stephanie Mills, Trompeter in der Band von Jon Hendricks und nahm mit Musikern wie Michael Brecker, Eliane Elias, Bill Evans, Kevin Eubanks, Don Byron, Branford Marsalis und der Gruppe Special EFX zusammen; außerhalb der Jazzszene auch mit Prince, Mary J. Blige und Youssou N’Dour.
Seit 1986 arbeitete er mit verschiedenen Bands von Pat Metheny zusammen; zuletzt wirkte er als Sänger in Bobby McFerrins Vokalgruppe The Circle. Ledford unterrichtete am Banff Centre in Alberta (Kanada) Meisterklassen von Trompetern.

## Diskographie (Auswahl)
- Miles 2 Go mit Tawatha Agee, Victor Bailey, Kevin Batchelor, Michael Brecker, Cyrus Chestnut, Victor Comer, Barry Danielian, Bernard Davis, Charlie Ernst, Clark Gayton, Jeff Haynes, Vincent Henry, Imani, Gene Jackson, Tyrone Jefferson, Darryl Jones, Joe Locke, Pat Metheny, Najee, Lonnie Plaxico, Jeff Tain Watts, Audrey Wheeler, Lenny White, Horace Alexander Young, 1996–1997